# Rey Manaj
Rey Aldo Manaj (Lushnjë, 24 de febrero de 1997) es un futbolista albanés que juega en la demarcación de delantero para el Sharjah F. C. de la UAE Pro League.

## Trayectoria

### Italia
Salido del equipo primavera de la U. C. Sampdoria, llegó en julio de 2014 a la U. S. Cremonese, club de la Serie C italiana. Su rendimiento en la temporada 2014-15 propició que el Inter de Milán lo fichase en el verano de 2015, donde llegó a disputar 9 encuentros con el equipo del Giuseppe Meazza.
La temporada 2016-17 jugó cedido la primera parte del campeonato de la Serie A en el Pescara Calcio, y en enero se marchó a la A.C. Pisa. Esta temporada jugó una treintena de partidos entre ambos equipos, anotando un total de 4 goles.

### España
La temporada 2017-18 emigró a España para jugar en el Granada C. F. un curso. En el club español anotó un único gol en 20 partidos.
En verano de 2018 el Albacete Balompié apostó por él y acordó con el Inter de Milán su incorporación a préstamo para la temporada 2018-19, incluyendo una opción de compra cifrada en 2 millones de euros. En el mes de octubre, tras anotar 4 goles en los primeros 8 partidos oficiales, el club castellano-manchego anunciaba que iba a ejecutarla, haciéndolo el 9 de julio de 2019 y firmando un contrato hasta junio de 2024.
El 20 de enero de 2020 el F. C. Barcelona hizo oficial su fichaje hasta junio de 2023 para jugar en el filial. En la temporada 2020-21 marcó 14 goles en 22 partidos. Realizó la pretemporada con el primer equipo y el 21 de julio marcó un hat-trick en la victoria por 4-0 sobre el C. Gimnàstic de Tarragona, y tras ella pasó a formar parte del mismo para el curso 2021-22.

### Regreso a Italia e Inglaterra
El 31 de agosto de 2021 se hizo oficial su cesión al Spezia Calcio a cambio de 300 000 euros y una opción de compra no obligatoria de 2,7 millones.
Esta opción no se hizo efectiva y en julio de 2022 fue traspasado al Watford F. C., guardándose el F. C. Barcelona un 50% de una futura venta. Con el conjunto inglés disputó siete partidos antes de acordar la rescisión de su contrato el siguiente mes de febrero. Entonces estuvo sin equipo hasta que en agosto fichó por el Sivasspor con un contrato por tres temporadas. Tras las dos primeras se marchó al Sharjah F. C.

## Selección nacional
Tras jugar en la selección sub-19 y sub-21, hizo su debut con la selección absoluta de Albania el 13 de noviembre de 2015, con tan solo 18 años, en un partido amistoso contra Kosovo que finalizó con un resultado de 2-2 tras los goles del propio Manaj (a los 12 segundos de entrar al campo) y Amir Rrahmani por parte de Albania, y de Bersant Celina y Elba Rashani por parte de Kosovo.
Desde mediados de 2018, el seleccionador albanés Christian Panucci empezó a convocar asiduamente a Manaj para las citas de la selección nacional.

### Participaciones en Eurocopas
| Copa          | Sede     | Resultado    | Partidos | Goles |
| ------------- | -------- | ------------ | -------- | ----- |
| Eurocopa 2024 | Alemania | Primera fase | 3        | 0     |

### Goles internacionales
| #  | Fecha                   | Estadio                                                | Oponente    | Gol | Resultado | Competición                         |
| -- | ----------------------- | ------------------------------------------------------ | ----------- | --- | --------- | ----------------------------------- |
| 1  | 13 de noviembre de 2015 | Estadio de la Ciudad de Pristina, Pristina, Kosovo     | Kosovo      | 0-1 | 2-2       | Amistoso                            |
| 2  | 14 de octubre de 2019   | Estadio Zimbru, Chisináu, Moldavia                     | Moldavia    | 0-4 | 0-4       | Clasificación para la Eurocopa 2020 |
| 3  | 14 de noviembre de 2019 | Elbasan Arena, Elbasan, Albania                        | Andorra     | 2-2 | 2-2       | Clasificación para la Eurocopa 2020 |
| 4  | 15 de noviembre de 2020 | Arena Kombëtare, Tirana, Albania                       | Kazajistán  | 3-1 | 3-1       | Liga de Naciones de la UEFA 2020-21 |
| 5  | 18 de noviembre de 2020 | Arena Kombëtare, Tirana, Albania                       | Bielorrusia | 3-1 | 3-2       | Liga de Naciones de la UEFA 2020-21 |
| 6  | 31 de marzo de 2021     | Estadio Olímpico de San Marino, Serravalle, San Marino | San Marino  | 0-1 | 0-2       | Clasificación para el Mundial 2022  |
| 7  | 8 de septiembre de 2021 | Elbasan Arena, Elbasan, Albania                        | San Marino  | 1-0 | 5-0       | Clasificación para el Mundial 2022  |
| 8  | 7 de junio de 2024      | Haladás Sportkomplexum, Szombathely, Hungría           | Azerbaiyán  | 2-0 | 3-1       | Amistoso                            |
| 9  | 24 de marzo de 2025     | Arena Kombëtare, Tirana, Albania                       | Andorra     | 1-0 | 3-0       | Clasificación para el Mundial 2026  |
| 10 | 24 de marzo de 2025     | Arena Kombëtare, Tirana, Albania                       | Andorra     | 2-0 | 3-0       | Clasificación para el Mundial 2026  |

## Estadísticas

### Clubes
Actualizado al último partido disputado el 11 de mayo de 2025.
| Club                                                                              | Div.          | Temporada     | Liga  | Liga  | Copas nacionales(1) | Copas nacionales(1) | Copas internacionales | Copas internacionales | Total | Total |
| Club                                                                              | Div.          | Temporada     | Part. | Goles | Part.               | Goles               | Part.                 | Goles                 | Part. | Goles |
| --------------------------------------------------------------------------------- | ------------- | ------------- | ----- | ----- | ------------------- | ------------------- | --------------------- | --------------------- | ----- | ----- |
| U. S. Cremonese · Italia                                                          | 3.ª           | 2014-15       | 22    | 2     | 3                   | 0                   | —                     | —                     | 25    | 2     |
| U. S. Cremonese · Italia                                                          | Total club    | Total club    | 22    | 2     | 3                   | 0                   | 0                     | 0                     | 25    | 2     |
| Inter de Milán · Italia                                                           | 1.ª           | 2015-16       | 4     | 0     | 2                   | 0                   | —                     | —                     | 6     | 0     |
| Inter de Milán · Italia                                                           | Total club    | Total club    | 4     | 0     | 2                   | 0                   | 0                     | 0                     | 6     | 0     |
| Delfino Pescara · Italia                                                          | 1.ª           | 2016-17       | 12    | 2     | 1                   | 0                   | —                     | —                     | 13    | 2     |
| Delfino Pescara · Italia                                                          | Total club    | Total club    | 12    | 2     | 1                   | 0                   | 0                     | 0                     | 13    | 2     |
| A. C. Pisa 1909 · Italia                                                          | 2.ª           | 2016-17       | 17    | 2     | 0                   | 0                   | —                     | —                     | 17    | 2     |
| A. C. Pisa 1909 · Italia                                                          | Total club    | Total club    | 17    | 2     | 0                   | 0                   | 0                     | 0                     | 17    | 2     |
| Granada C. F. · España                                                            | 2.ª           | 2017-18       | 19    | 1     | 1                   | 0                   | —                     | —                     | 20    | 1     |
| Granada C. F. · España                                                            | Total club    | Total club    | 19    | 1     | 1                   | 0                   | 0                     | 0                     | 20    | 1     |
| Albacete Balompié · España                                                        | 2.ª           | 2018-19       | 29    | 6     | 1                   | 1                   | —                     | —                     | 30    | 7     |
| Albacete Balompié · España                                                        | 2.ª           | 2019-20       | 10    | 3     | 1                   | 0                   | —                     | —                     | 11    | 3     |
| Albacete Balompié · España                                                        | Total club    | Total club    | 39    | 9     | 2                   | 1                   | 0                     | 0                     | 41    | 10    |
| F. C. Barcelona "B" · España                                                      | 2.ª B         | 2019-20       | 9     | 2     | —                   | —                   | —                     | —                     | 9     | 2     |
| F. C. Barcelona "B" · España                                                      | 2.ª B         | 2020-21       | 22    | 14    | —                   | —                   | —                     | —                     | 22    | 14    |
| F. C. Barcelona "B" · España                                                      | Total club    | Total club    | 31    | 16    | 0                   | 0                   | 0                     | 0                     | 31    | 16    |
| Spezia Calcio · Italia                                                            | 1.ª           | 2021-22       | 30    | 5     | 0                   | 0                   | —                     | —                     | 30    | 5     |
| Spezia Calcio · Italia                                                            | Total club    | Total club    | 30    | 5     | 0                   | 0                   | 0                     | 0                     | 30    | 5     |
| Watford F. C. Inglaterra                                                          | 2.ª           | 2022-23       | 6     | 1     | 1                   | 0                   | —                     | —                     | 7     | 1     |
| Watford F. C. Inglaterra                                                          | Total club    | Total club    | 6     | 1     | 1                   | 0                   | 0                     | 0                     | 7     | 1     |
| Sivasspor Turquía                                                                 | 1.ª           | 2023-24       | 33    | 18    | 3                   | 4                   | —                     | —                     | 36    | 22    |
| Sivasspor Turquía                                                                 | 1.ª           | 2024-25       | 27    | 12    | 0                   | 0                   | —                     | —                     | 27    | 12    |
| Sivasspor Turquía                                                                 | Total club    | Total club    | 60    | 30    | 3                   | 4                   | 0                     | 0                     | 63    | 34    |
| Sharjah F. C. · EAU                                                               | 1.ª           | 2025-26       | 0     | 0     | 0                   | 0                   | 0                     | 0                     | 0     | 0     |
| Sharjah F. C. · EAU                                                               | Total club    | Total club    | 0     | 0     | 0                   | 0                   | 0                     | 0                     | 0     | 0     |
| Total carrera                                                                     | Total carrera | Total carrera | 240   | 68    | 13                  | 5                   | 0                     | 0                     | 253   | 73    |
| (1)Incluye datos de la Copa Italia, Copa del Rey y Copa de la Liga de Inglaterra. |               |               |       |       |                     |                     |                       |                       |       |       |